# Cantó de Nantes-3
El cantó de Nantes-3 (bretó Kanton Naoned-3) és una divisió administrativa francesa situat al departament de Loira Atlàntic a la regió de Loira Atlàntic, però que històricament ha format part de Bretanya.

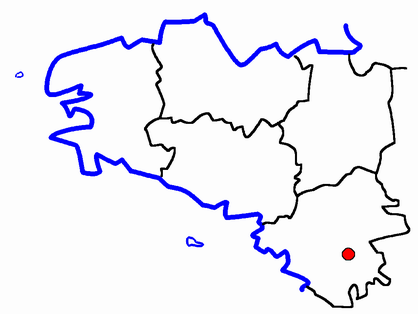
Situació del cantó

## Composició
El cantó aplega el quartier Dervallières-Zola de la comuna de Nantes,

## Història
| Data d'elecció                           | Identitat      | Partit | Qualitat |
| ---------------------------------------- | -------------- | ------ | -------- |
| 1979-1998                                | Benoit Macquet | RPR    |          |
| 1998-                                    | Alain Robert   | PS     |          |
| les dades anteriors no són pas conegudes |                |        |          |
|                                          |                |        |          |